# 小行星6011
小行星6011（英語：6011 Tozzi）是一颗围绕太阳公转的小行星。1990年8月29日，亨利·E·霍爾特在帕洛马山发现了此天体。
这颗小行星的绝对星等为114.98279等。